# Somebody to Love (песня Queen)
«Somebody to Love» (с англ. — «Кого-нибудь, чтобы любить») — песня английской рок-группы Queen c альбома A Day at the Races. Написана Фредди Меркьюри. Была выпущена в качестве сингла с песней «White Man» на стороне «Б».

## Песня
С самого начала песня замышлялась как противовес песне «Bohemian Rhapsody» и во многом была похожа на неё. В обеих композициях нет определённого стиля и в обеих песнях есть многоголосный хор, на самом деле сделанный с помощью трёх людей. Однако, полного копирования не получилось. В «Somebody to Love» имеется постоянный сюжет и нет такого глубокого философского смысла.
Тема песни такова — рассказчик молит Бога найти ему кого-нибудь чтобы полюбить. Рассказчик много работает, постоянно устаёт, терпит насмешки, но говорит, что однажды выйдет из такого состояния.
В записи участвовал хор из Меркьюри, Брайана Мэя и Роджера Тейлора. Их голоса копировались очень много раз чтобы создать ощущение 100-голосого высокого госпелного хора. Хор перекликается с самостоятельной партией Меркьюри. Однако постоянной такую музыкальную форму Меркьюри не оставил. В песню включено гитарное соло Мэя, а после слов «Someday I’m gonna be free, Lord» меняется голосовая форма. Перестаёт петь хор, и слова «Find me somebody to love», которые начинают постоянно повторяться, Меркьюри поёт более низким голосом. Второй раз с ним поёт Мэй, на третий раз вступают ударные и начинаются вставки Меркьюри. Партия становится всё выше, далее подключается Тейлор и хор становится прежним, каким он был раньше. Слова «Can anybody find me somebody to love?» поёт Меркьюри высоким голосом. Далее заново поёт хор вместе с вокалистом, и песня в конце теряет свою торжественность. После этого слышны лишь отголоски Меркьюри и под тихие звуки рояля песня тихо заканчивается.
Песня вошла в сборник Greatest Hits в 1981 году.
На концерте The Freddie Mercury Tribute Concert в 1992 году песню исполнил Джордж Майкл. В 1993 году «Somebody to Love» вышла в качестве открывающей композиции мини-альбома Five Live, который достиг первой строчки британского чарта. Также, эта версия появилась в сборнике Greatest Hits III 1999 года.

## Видеоклип

Общий вид студии

Видео снято режиссёром Брюсом Гоуэрсом. В этом клипе начинается перемена в имидже группы. Также в этом видео группа в последний раз показана играющей в глэм-рокерском стиле.
Основное действие происходит в студии. В начале показывается Меркьюри за роялем, поющий первые слова. Его волосы уже не такие длинные и роскошные, как прежде. Он одет в розово-чёрную гавайскую рубашку и белые штаны. На нём надеты украшения — два браслета на левой руке, два перстня на правой руке и две цепочки на шее. Ногти у Меркьюри не окрашены. С этого клипа началось изменение его внешности. После первых кадров показывается сцена концерта в Гайд-парке. В клипе часто показываются кадры с бесплатного концерта в Гайд-парке. Затем виден хор из Тейлора, Мэя и Меркьюри. Этот хор далее часто будет показываться в клипе. Мэй одет в свитер, но когда он показывается вне хора, на нём появляется чёрный пиджак. Тейлор одет в чёрную рубашку и чёрные брюки, а за пределами хора на нём ещё и белые подтяжки. Далее показывается то хор из трёх человек, то вся группа за своими инструментами. Здесь впервые показывается Джон Дикон. Он одет в светлую клетчатую рубашку.
Во второй части, когда хор начинает петь с низких нот и постепенно повышается, к хору подключается Дикон. Далее показывается то новый хор из четырёх музыкантов, то Тейлор за ударной установкой, то Меркьюри за роялем, то концертные записи.
В клипе почти не используются спецэффекты, лишь самое простое наложение кадра на кадр, в основном это используется, когда солист поёт с хором и они показываются одновременно.
В клипе использовались записи с концерта в Гайд-парке следующих песен:
- «Ogre Battle»
- «The Prophet’s Song»
- «Brighton Rock»
- «Liar»
- «In the Lap of the Gods... (Revisited)»
- «Sweet Lady»

Кадры из этого видеоклипа использовались в клипах к песням «Bicycle Race» и «Radio Ga Ga». Правда, в первом случае там был видоизменённый кадр хора и концертная часть, а во втором случае только концертные видео.

## Позиции в хит-парадах
| Хит-парад (1976—1977)               | Высшая позиция |
| ----------------------------------- | -------------- |
| Австралия (Kent Music Report)       | 15             |
| Бельгия/Фландрия (Ultratop 50)      | 2              |
| Бельгия/Валлония (Ultratop 50)      | 5              |
| Великобритания (OCC UK Singles)     | 2              |
| Германия (GfK)                      | 21             |
| Дания (Tracklisten)                 | 19             |
| Ирландия (IRMA)                     | 6              |
| Италия (Musica e Dischi)            | 10             |
| Канада (RPM Top Singles)            | 5              |
| Нидерланды (Dutch Top 40)           | 1              |
| Нидерланды (Single Top 100)         | 1              |
| США (Billboard Hot 100)             | 13             |
| США (Cashbox Top 100)               | 9              |
| Финляндия (Suomen virallinen lista) | 21             |
| ЮАР (Springbok)                     | 7              |

| Хит-парад (2018—2019)                        | Высшая позиция |
| -------------------------------------------- | -------------- |
| Австралия (ARIA)                             | 47             |
| Венгрия (Single Top 40)                      | 25             |
| Испания (PROMUSICAE)                         | 78             |
| Италия (FIMI)                                | 58             |
| Канада (Hot Canadian Digital Songs)          | 20             |
| Португалия (AFP)                             | 75             |
| США (Billboard Hot Rock & Alternative Songs) | 5              |
| Франция (SNEP)                               | 154            |
| Япония (Billboard Japan Hot 100)             | 63             |

| Хит-парад (1976)            | Позиция |
| --------------------------- | ------- |
| Канада (RPM Year-End)       | 198     |
| Нидерланды (Single Top 100) | 66      |